# SUSTAIN THE UNTRUTH
「SUSTAIN THE UNTRUTH」（サステイン・ジ・アントゥルース）は日本のバンドDIR EN GREYの楽曲で、メジャー27枚目のシングル。2014年1月22日にリリースされた。

## 概要
- CDのみの【通常版】、CD＋DVD(「SUSTAIN THE UNTRUTH」のレコーディング風景を収録)の【初回生産限定盤】、更に2013年5月24日に渋谷公会堂で行われた、ミニアルバム『THE UNRAVELING』の購入者を対象としたライブ『TOUR2013 TABULA RASA -揚羽ノ羽ノ夢ハ蛹-』を収録したDVD付きの【完全受注生産限定盤】の3タイプで発売。
- ミキシングは、表題曲の「SUSTAIN THE UNTRUTH」はディスターブドやマリリン・マンソンなどのアレンジを手掛けるベン・グロッセが、残りの2曲に関しては前作「輪郭」に引き続きチュー・マッドセンが担当。全てのマスタリングはテッド・ジェンセンによって行われている[2]。
- ジャケットデザインは、THE BAWDIES、クレイジーケンバンド等のデザインを手掛ける吉永祐介[3]。DIR EN GREYとタッグを組むのは今作が初めてである。尚、ジャケットデザインの発表に伴い、タイトル表記を「Sustain the UNtruth」から「SUSTAIN THE UNTRUTH」に変更している。

## 収録曲
Disc 1
1. SUSTAIN THE UNTRUTH
作詞:京　作曲・編曲:DIR EN GREY
タイトルの意味は「嘘を継続する」。
アルバム『ARCHE』の制作過程で生み出された曲。元々は様々な曲展開を含んでいたが、そのままでは歌のメロディが活きてこないということで、アレンジの段階で余計な要素を削ぎ落とし、シンプルにして凝縮したことによってサビのメロディが前に出るようになったという。
PVはライブステージで演奏するメンバーと、自然の風景、ライブ映像が交互に流れる仕様となっている。
メンバー全員でレコーディング前にスタジオに入ってプレイしたのは10年ぶりだという。[4]
2. 流転の塔 (Acoustic Ver.)
作詞:京 作曲・編曲:DIR EN GREY
アルバム『DUM SPIRO SPERO』に収録された同楽曲を、京のボーカルとアコースティックギターをメインに構成している。Shinyaはここではジャンベという楽器を導入している。
「輪郭」と『THE UNRAVELING』の製作の間（京が喉の不調を訴えた時期）に製作されたもので、『DUM SPIRO SPERO AT NIPPON BUDOKAN』にこの楽曲を含めアコースティックアレンジを施したものが3曲収録されている。
出だしのボーカルラインは、原曲より1オクターブ下げて歌っている。
歌詞が一部変更されている。
3. 凱歌、沈黙が眠る頃 [LIVE]
2013年9月18日、横浜BLITZで行われたライブで演奏されたものを収録。

Disc 2【DVD】（初回生産限定盤）
1. SUSTAIN THE UNTRUTH (Scenes From Recording)

Disc 2【DVD】（完全受注生産限定盤）
ミニアルバム『THE UNRAVELING』【完全受注生産限定盤】購入者限定LIVE「TOUR2013 TABULA RASA -揚羽ノ羽ノ夢ハ蛹-」(2013年5月24日、渋谷公会堂)の模様を収録。
1. Unknown.Despair.Lost
2. 輪郭
3. INWARD SCREAM
4. mazohyst of decadence
5. Deity
6. MACABRE
7. Unraveling
8. 冷血なりせば
9. JEALOUS -reverse-
10. 羅刹国
11. SUSTAIN THE UNTRUTH (Scenes From Recording)

隠し映像
1. 狂骨の鳴り～霧と繭